# Kundtsches Staubrohr

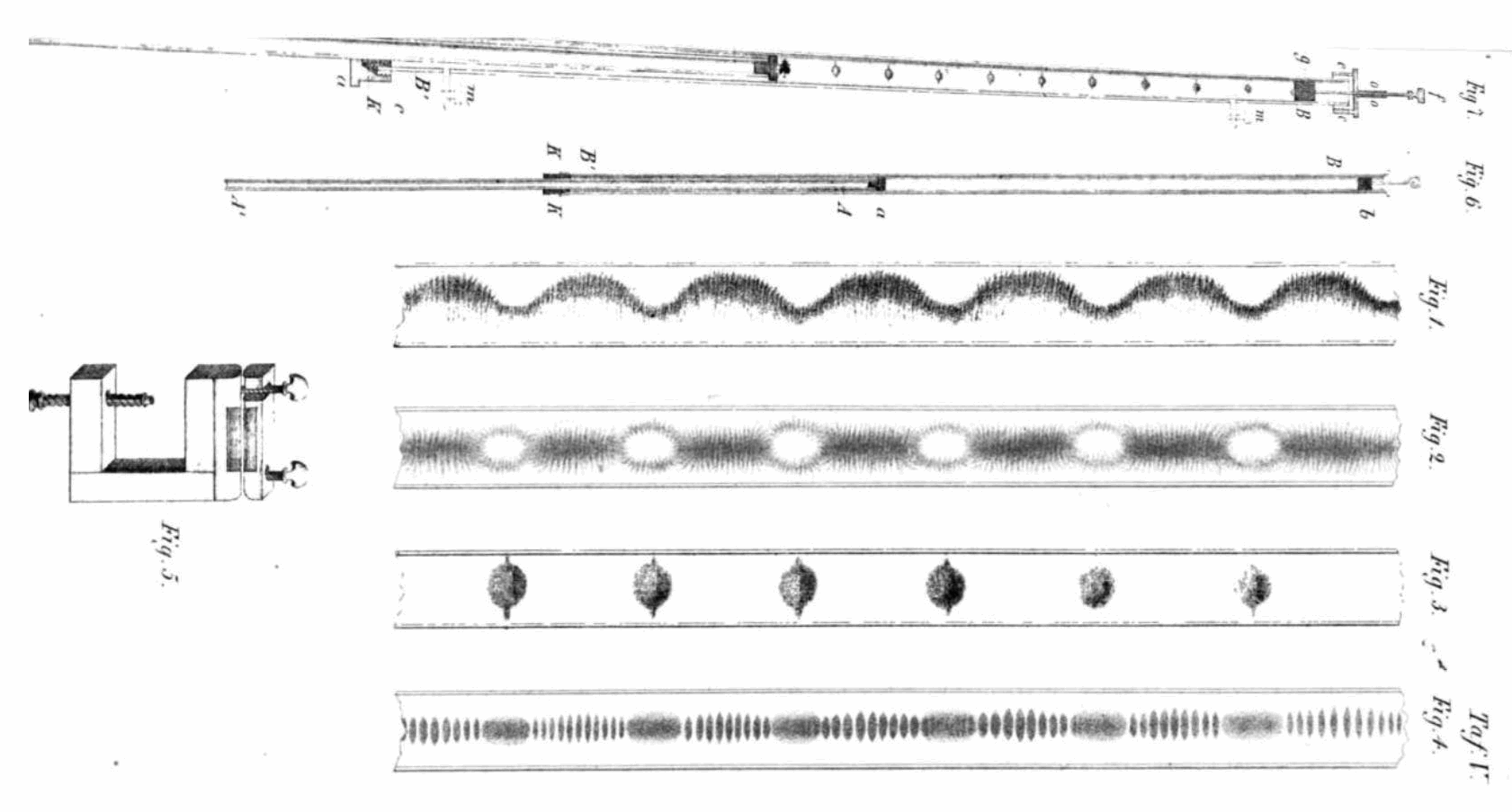
Darstellung der Apparatur und der Staubfiguren
aus der Original-Arbeit von August Kundt, 1866

Das Kundtsche Rohr (auch Kundtsche Röhre; nach dem Physiker August Kundt, der seine Beobachtungen 1866 publizierte) erlaubt es, stehende Schallwellen in einem Glasrohr sichtbar zu machen. Stehende Wellen ergeben z. B. bei fast allen Musikinstrumenten den Ton, insbesondere bei allen Arten von Flöten und Pfeifen. Durch seinen einfachen und anschaulichen Aufbau ist das Kundtsche Rohr ein beliebter Demonstrationsversuch der Schulphysik.

## Aufbau

Schematische Darstellung des Kundtschen Rohres mit Schallschnelle-Verteilung. Das Korkmehl sammelt sich an den Knotenpunkten der stehenden Welle

Das in dem Rohr enthaltene Korkmehl wird durch die intensive Schallwelle bewegt. Es sammelt sich dabei an Stellen, bei denen die Schallschnelle der Schallwellen am kleinsten ist, d. h. in den Knoten der stehenden Welle, und bildet dort kleine Mehlhäufchen. Zwischen diesen Mehlhäufchen befinden sich folglich die Schwingungsbäuche der stehenden Welle.
Die Mehlhäufchen bleiben auch nach dem Ausschalten des Sinustones erhalten. Sie sind nicht zu verwechseln mit dem „Aufstellen“ des Korkmehls bei eingeschaltetem Sinuston (bei mittleren Amplituden bzw. Lautstärken des Sinustones erhebt sich das Korkmehl an den Schwingungsbäuchen und bleibt fast unbewegt in einer meist lamellenförmigen Struktur stehen. Bei höheren Amplituden sind diese lamellenförmigen Erhebungen nicht zu sehen, da das Korkmehl zu sehr aufgewirbelt wird).
Damit Resonanz – d. h. eine stehende Welle – auftritt, muss die Länge des Rohres durch einen Stempel, der von der einen Seite in das Rohr geschoben werden kann, eingestellt werden. Am Stempel liegt ein geschlossenes Ende (und daher ein Schwingungsknoten), am offenen Rohrende dagegen ein Schwingungsbauch vor.
Bärlappsporen geben unter Umständen ein besseres Bild als Korkmehl ab, da sie kleiner und leichter sind.

## Physikalische Grundlagen
Um herzuleiten, wann im Kundtschen Rohr eine stehende Welle entsteht, wird die Schnellewelle des Schalls betrachtet.
Das eine Ende des luftgefüllten Glasrohres ist durch einen Stempel geschlossen, das andere Ende ist offen. Vor dem offenen Ende befindet sich die Schallquelle, ein sehr starker Lautsprecher.
- Am offenen Ende hat die Schnelle einen Wellenbauch, d. h. maximale Auslenkung, weil das offene Ende mitschwingt; die ankommenden Schallwellen schwingen im Gleichtakt mit der Membran des Lautsprechers.
- Am geschlossenen festen Ende muss sich dagegen ein Knoten der Schnellewelle befinden, weil das Ende starr ist und somit nicht mitschwingt.

Aus diesen Voraussetzungen resultiert, dass für eine gegebene Wellenlänge {\displaystyle \lambda } nur bestimmte Rohrlängen in Frage kommen, bei denen Resonanz auftritt: Die Länge {\displaystyle l} des Rohres muss ein Vielfaches der halben Wellenlänge {\displaystyle \lambda /2} sein, minus einer Viertelwellenlänge {\displaystyle \lambda /4}:
{\displaystyle {\begin{aligned}l&=k\cdot {\frac {\lambda _{k}}{2}}-{\frac {\lambda _{k}}{4}},\quad \quad k\in \mathbb {N} \\&=(2k-1)\cdot {\frac {\lambda _{k}}{4}}\end{aligned}}}
Durch Einsetzen von {\displaystyle \lambda _{k}={\frac {c}{f_{k}}}} mit der Schallgeschwindigkeit {\displaystyle c} und Auflösen nach der Resonanzfrequenz {\displaystyle f_{k}} ergibt sich:
{\displaystyle \Rightarrow f_{k}=(2k-1)\cdot {\frac {c}{4l}}}
Für die Schwingungen {\displaystyle f_{k}} tritt Resonanz auf. Die Frequenz {\displaystyle f_{1}} nennt man Grundschwingung oder 1. Harmonische, die weiteren Frequenzen für {\displaystyle k>1} 1. Oberschwingung oder 2. Harmonische, 2. Oberschwingung oder 3. Harmonische usw.

## Messung der Schallgeschwindigkeit in Luft

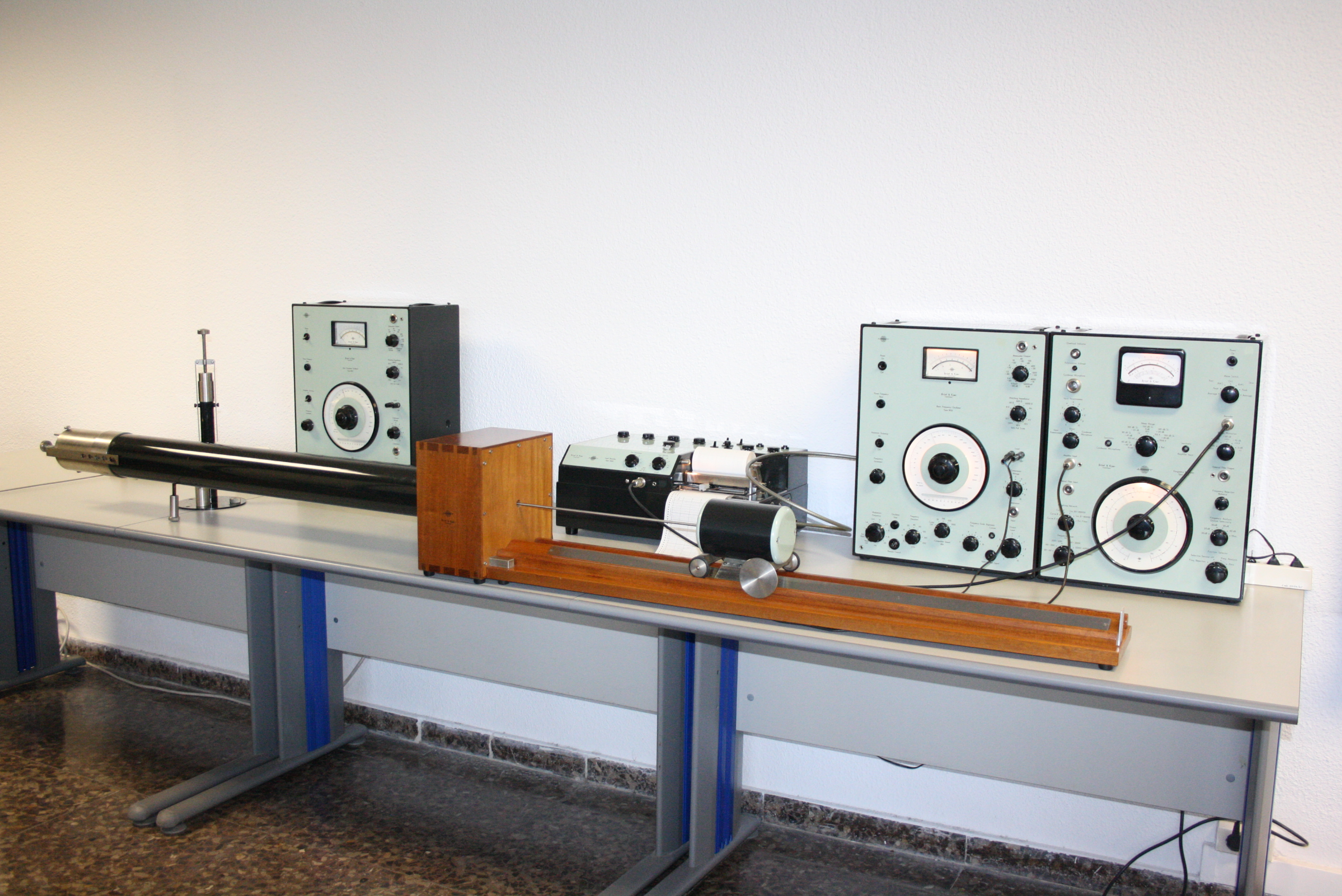
Praktischer Aufbau eines Kundtschen Staubrohrs

Da mit Hilfe des Kundtschen Rohres Schallwellen sichtbar gemacht werden können, kann damit die Schallgeschwindigkeit gemessen werden.
Aus der vorherigen Gleichung ergibt sich:
{\displaystyle \Leftrightarrow c={\frac {f\cdot 4l_{k}}{2k-1}}}
In der Gleichung wurde {\displaystyle f_{k}} durch {\displaystyle f} und {\displaystyle l} durch {\displaystyle l_{k}} ersetzt, da bei der Schallgeschwindigkeitsmessung die Länge {\displaystyle l} des Rohres bei konstanter Frequenz variiert wird.
{\displaystyle k} kann durch Zählen der Wellenberge bestimmt werden. Da diese aber unter Umständen nicht gut zu erkennen sind, bietet sich ein rechnerisches Vorgehen an. Dazu muss die Gleichung für zwei aufeinander folgende Resonanzen bei gleicher Frequenz gleichgesetzt werden:
{\displaystyle {\frac {f\cdot 4l_{k}}{2k-1}}={\frac {f\cdot 4{l_{k+1}}}{2k+1}}}
{\displaystyle \Leftrightarrow k={\frac {l_{k+1}+l_{k}}{2\left(l_{k+1}-l_{k}\right)}}}
{\displaystyle k} kann also durch Messen von {\displaystyle l_{k}} und {\displaystyle l_{k+1}} bestimmt werden. Einsetzen von {\displaystyle k} und der gegebenen Frequenz {\displaystyle f} in obige Gleichung liefert schließlich die Schallgeschwindigkeit.